# Ribeira da Janela
Ribeira da Janela es una freguesia portuguesa del concelho de Porto Moniz, con 19,90 km² de superficie y 291 habitantes (2001). Su densidad de población es de 14,6 hab/km².